# 飯田基祐
飯田 基祐（いいだ きすけ、1966年8月2日 - ）は、日本の俳優。東京都出身。太田プロダクション所属。明星大学中退。

## 出演

### テレビドラマ

#### NHK
- 大河ドラマ
  - 元禄繚乱（1999年） - 原田源四郎 役
  - 新選組!（2004年） - 尾形俊太郎 役
  - 風林火山（2007年） - 芦田信守 役
  - 軍師官兵衛（2014年） - 井手友氏 役
  - 花燃ゆ（2015年） - 西郷従道 役
  - どうする家康（2023年） - 松平広忠 役
- 少年たち3（2002年）
- ロッカーのハナコさん 第15話（2002年）- 職員 役
- 連続テレビ小説
  - こころ（2003年）
  - 花子とアン（2014年） - 葉山晶貴 役
  - まれ（2015年） - 五十嵐部長 役
  - とと姉ちゃん（2016年） - 長澤建造 役
  - スカーレット（2019年） - 佐久間信弘 役
  - 虎に翼（2024年） - 大庭徹男 役
- R.P.G.〜作られた家族の秘密〜（2003年） - 徳永松男 役
- トキオ 父への伝言 第12話（2004年） - ホテルフロントマン 役
- マチベン 第3話（2006年4月22日） - 野村検事 役
- 刑事の現場 第3話「運び屋を追え」（2008年3月22日） - 曽根芳行 役
- キャットストリート - 関口義弘 役
  - 第5話「何ができる? 私に」（2008年9月25日）
  - 最終話「涙の卒業式」（2008年10月2日）
- Q.E.D. 証明終了 最終回「立証責任」（2009年3月12日） - 検察官 役
- 探偵Xからの挑戦状!（2009年5月13日） - 大村英太郎 役
- 坂の上の雲 - 財部彪 役
  - 第5話「留学生」（2009年12月27日）
  - 第8話「日露開戦」（2010年12月18日）
- ケータイ発ドラマ 激・恋…運命のラブストーリー… （2010年5月） - 広瀬貴史 役
- 今夜は心だけ抱いて（2014年3月 - 4月、NHK BSプレミアム） - 真丘亮介 役
- 神谷玄次郎捕物控 第1話「誘拐」（2014年4月4日、NHK BSプレミアム） - 作太郎 役
- 山女日記〜女たちは頂きを目指して〜（NHK BSプレミアム） - 元原部長 役
  - 第1回「女ともだち 〜妙高山・火打山〜」（2016年11月6日）
  - 第2回「高嶺の花 〜妙高山・火打山〜」（2016年11月13日）
- スリル!赤の章〜警視庁庶務係ヒトミの事件簿 最終話「警視庁庶務係ヒトミの恋とテロ」（2017年3月15日） - 片岡総務部長 役
- アシガール（2017年9月 - 12月） - 天野信近 役
- 荒神（2018年2月17日、NHK BSプレミアム） - 代官 役
- 主婦カツ! 第7回・最終回（2018年11月18日・25日、NHK BSプレミアム） - 結城慎吾 役
- デジタル・タトゥー（2019年5月18日 - 6月15日） - 高嶋弘一 役
- ファーストラヴ（2020年2月22日、NHK BSプレミアム） - 殺人被害者・聖山那雄人(なおと)  役
- 一億円のさようなら 第2 - 5話（2020年10月4日 - 25日、NHK BSプレミアム） - 川俣善治郎 役
- 十三人の刺客（2020年11月28日、NHK BSプレミアム） - 浅川十太夫 役
- 立花登青春手控え 第3シリーズ第六回「女の部屋」（2021年5月29日） - 槌屋彦三郎 役
- 『星新一の不思議な不思議な短編ドラマ』『生活維持省』（2022年4月12日、BS4K・BSプレミアム）[1]
- カナカナ（2022年） - 夏影重弘 役
- プリズム（2022年） - 北斗ママ 役
- 育休刑事 第2話（2023年） - 雨宮哲郎 役
- 正義の天秤 Season2 第2話（2023年） - 岩城忠直 役

#### 日本テレビ
- 向井荒太の動物日記 〜愛犬ロシナンテの災難〜 第2話（2001年1月20日）
- 新・夜逃げ屋本舗 第7話（2003年2月24日） - 坂田 役
- 光とともに…〜自閉症児を抱えて〜（2004年4月 - 6月） - 相良武司 役
- anego[アネゴ] 第8話（2005年6月8日） - 後藤弁護士 役
- オー!マイ・ガール!! 第8話（2008年12月2日）
- 傍聴マニア09〜裁判長!ここは懲役4年でどうすか〜 最終話（2009年12月24日、読売テレビ） - 三島裁判員 役
- 曲げられない女 第1話（2010年1月13日） - 相談者の夫 役
- 怪物くん 第3話-第8話（2010年4月 - 6月） - Dr.マリス 役
- みぽりんのえくぼ（2010年8月28日） - 岩瀬医師 役
- 復興せよ! 後藤新平と大震災2400日の戦い（2012年1月22日、読売テレビ） - 佐野利器 役
- 三毛猫ホームズの推理 第7話（2012年5月26日） - 立石貢 役
- お助け屋☆陣八 第6話（2013年2月14日、読売テレビ） - 小川宗之 役
- 金曜ロードSHOW チープ・フライト（2013年3月1日） - 人事部長 役
- 35歳の高校生 最終話（2013年6月22日） - 刑事 役
- 花咲舞が黙ってない 第2話（2014年4月23日） - 新田隼夫 役
- 臨床犯罪学者 火村英生の推理 第3話（2016年1月31日） - 志摩征夫 役
- ヒガンバナ〜警視庁捜査七課〜 第9話・最終話（2016年3月9日・16日） - 藤村裕喜 役
- お迎えデス。（2016年4月 - 6月） - 山下寛 役
- 過保護のカホコ 第1・2・5話（2017年7月12日・19日・8月9日） - 矢部部長 役
- 正義のセ 最終話「被害者のために! 新米検事最後の事件!!」（2018年6月13日） - 加納勇 役
- チート〜詐欺師の皆さん、ご注意ください〜 target 3「悪質エンタメ詐欺」（2019年10月17日、読売テレビ） - 大貫雅和 役
- 同期のサクラ 第5話「5年目にコネ発覚! 心ない初キスのお返しは渾身のビンタ!!」（2019年11月6日） - 杉原部長 役
- ハケンの品格 第2シリーズ 第1話「スーパー派遣の春子が13年ぶりカムバック お時給泥棒&セクハラ社員に喝!」（2020年6月17日） - 白木博光 役
- 肝臓を奪われた妻（2024年4月3日 - 6月26日） - 探偵 役[2]

#### TBSテレビ
- 週末婚 第10話・第11話（1999年6月11日・18日）
- 愛の劇場
  - 大好き!五つ子（1999年） - 西園寺一 役
  - 永遠の1/2（2000年） - 小山勝治 役
  - ラブ&ファイト（2001年） - 園田和之進 役
  - 太陽と雪のかけら（2002年） - 安川顕 役
  - 銀座まんまんなか!（2003年） - 都築雄一郎 役
  - 大好き!五つ子6（2004年） - 西園寺一 役
  - 大好き!五つ子Go³!!（2007年） - 西園寺一 役
  - スイート10〜最後の恋人〜（2008年3月 - 5月） - 増田治 役
  - 大好き!五つ子2008（2008年） - 西園寺一 役
  - 温泉へGo!（2008年） - 本宮和孝 役
- こちら本池上署 第2シリーズ 第4回「疑心の張込み」（2003年5月5日） - 小野田 役
- ブラックジャックによろしく 第6話（2003年5月16日）
- エ・アロール それがどうしたの 第1話（2003年10月9日）
- ケータイ刑事 銭形泪（2004年、BS-i）
- 水戸黄門
  - 第32部 第13話「赤ん坊背負った仇討ち -白石-」（2003年11月30日） - 鏑木菊之進 役
  - 第34部 第4話「お世継ぎの陰謀を暴け -仙台-」（2005年1月31日） - 葛城市之進 役
- ドラマスペシャル! 江戸前鮨職人きららの仕事（2005年5月25日）
- 鉄板少女アカネ!!（2006年10月 - 12月） - 友部 役
- だいすき!!（2008年3月13日） - 医師 役
- 魔王（2008年7月） - 石原管理官 役
- オルトロスの犬（2009年7月 - 9月） - 田山警察庁警備企画課理事官 役
- 浅見光彦〜最終章〜 第8話「エキゾチック横浜 編」（2009年12月9日） - 谷本清 役
- コドモ警察 第7話（2012年）
- レジデント〜5人の研修医 第6話「最後の恋・最後の手術」（2012年11月22日） - 林和義 役
- クロユリ団地〜序章〜 第11話・最終話（2013年6月18日・25日） - 小林治 役
- 隠蔽捜査 - 折口秀彦 役
  - 第8話「キャリア官僚連続殺人―外務省VS警察庁!? 恐るべきワナを見破れ！」（2014年3月3日）
  - 第9話「ついに上條失脚へ！変人コンビがキャリア官僚の大罪を暴き出す！」（2014年3月10日）
- 家族狩り（2014年7月 - 9月） - 藤崎真一 役
- 美しき罠〜残花繚乱〜（2015年1月 - 3月） - 吉岡 役
- 戦後70年 千の証言スペシャル「私の街も戦場だった」ドキュメンタリードラマ（2015年3月9日）[3]
- 神の舌を持つ男 第1話「殺しは蛍が見ていた」（2016年7月8日） - 水沼健一 役
- 仰げば尊し 第4話 - 最終話（2016年8月7日 - 9月11日） - 有馬浩一 役
- 99.9-刑事専門弁護士- SEASON II 第7話「敏腕弁護士逮捕!! 遂に裁判所と全面対決」（2018年3月4日） - 弐良光英 役
- ユニコーンに乗って（2022年） - 高山充 役
- 月曜ドラマスペシャル→月曜ミステリー劇場→月曜ゴールデン→月曜名作劇場
  - 十津川警部シリーズ
    - 十津川警部シリーズ13「特急しなの21号殺人事件」（1997年9月29日） - 河合 役
    - 十津川警部シリーズ22「京都・恋と裏切りの嵯峨野」（2001年4月2日） - 番頭・鈴木 役
    - 十津川警部シリーズ23「終着駅殺人事件」（2001年10月1日） - 西山英司 役
    - 十津川警部シリーズ36「河津・天城連続殺人事件」（2006年1月9日） - 江波匡 役

  - ホステス探偵危機一髪1（1999年6月14日） - タクシー運転手 役
  - 前世の女（1999年7月26日）
  - 税務調査官・窓際太郎の事件簿5（2000年7月3日） - 西尾三郎 役
  - 示談交渉人甚内たま子裏ファイル1（2001年6月18日） - 社長 役
  - 陰の季節
    - 陰の季節3「密告」（2001年12月24日） - 三井忠 役
    - 陰の季節7「清算」（2004年11月29日） - 丹羽和人 役

  - 本人訴訟 司法浪人・鵜飼優子の挑戦（2002年1月21日） - 唐木田洋一 役
  - 探偵 左文字進5「三人目の女」（2002年4月8日） - 岡田信 役
  - 監察医・薮野善次郎10（2003年6月23日） - 松坂義弘 役
  - 自治会長 糸井緋芽子 社宅の事件簿4（2004年3月22日） - 安田徹 役
  - 横山秀夫サスペンス ネタ元（2005年9月5日） - 東田直也 役
  - 浅見光彦シリーズ
    - 浅見光彦シリーズ28「高千穂伝説殺人事件〜歌わない笛〜」（2009年10月5日） - 田坂栄男 役
    - 浅見光彦シリーズ33「蜃気楼」（2013年9月16日） - 今峰刑事 役

  - 明日もまた生きていこう（2010年10月25日） - 山本俊彦 役
  - 警視庁鑑識課〜南原幹司の鑑定1〜（2011年3月28日） - 奥村幸宏 役
  - 財務捜査官 雨宮瑠璃子7（2012年7月30日） - 富成光明 役
  - イソベン・里村タマミの事件簿2「霧氷」（2013年10月21日） - 八尋典孝 役
  - 特別企画・全盲の僕が弁護士になった理由〜実話に基づく感動サスペンス!〜（2014年12月1日）
  - 女流ミステリー作家 薬師寺叡子 京都殺人ダイアリー（2015年2月9日） - 三上浩司 役
  - スクープ 遊軍記者・布施京一（2015年6月15日） - 遠藤幸治 役
  - 温泉殺人事件シリーズ - 神崎洋一 役
    - 温泉殺人事件シリーズ1「有馬温泉殺人事件」（2016年5月30日）
    - 温泉殺人事件シリーズ2「伊豆天城温泉殺人事件」（2016年10月24日）
    - 温泉殺人事件シリーズ3「修善寺温泉殺人事件」（2017年6月12日）

  - 犯罪資料館 緋色冴子シリーズ1（2016年8月29日） - 杉山慶介 役
  - 警視庁岡部班2「多摩湖畔殺人事件」（2018年11月12日） - 小坂弘文 役

#### フジテレビ
- TOKYO23区の女 第5話「杉並区の女」（1996年）
- 金曜エンタテイメント
  - 浅見光彦シリーズ6「漂泊の楽人〜越後・沼津殺人事件〜」（1998年）
  - 信濃のコロンボ3（2000年） - 坂口刑事 役
  - 買物代行人桃子の事件簿（2003年4月4日） - 吉岡雄介 役
  - 寸劇刑事〜危機一発!踊るヌイグルミ劇団・スナイパーを追え〜（2004年8月6日） - 長谷川真二 役
- 砂の上の恋人たち（1999年） - 野口課長 役
- 愛をください（2000年）
- やまとなでしこ 第6話（2000年11月13日） - 客室乗務員 役
- 世にも奇妙な物語
  - 春の特別編「最期の瞬間」（2000年3月27日）
  - 秋の特別編「家族会議」（2006年10月2日） - 医師 役
  - 春の特別編「輪廻の村」（2009年3月30日） - 小谷 役
  - 20周年スペシャル・春 〜人気番組競演編〜「ニュースおじさん、ふたたび」（2010年4月4日） - 田崎博一 役
  - 秋の特別編「冷える」（2014年10月18日） - 志倉敬介 役
  - 25周年記念!秋の2週連続SP〜映画監督編〜「箱」（2015年11月28日） - 医師 役
- ラブ・レボリューション（2001年）
- 僕の生きる道 第3話（2003年1月21日）
- マルサ!!東京国税局査察部 第10話（2003年6月10日）
- 救命病棟24時 第3シリーズ 第9話（2005年） - 政府会見の記者 役
- 海猿（2005年） - 三池健児 役
- 女の一代記シリーズ 第1夜「瀬戸内寂聴〜出家とは生きながら死ぬこと〜」（2005年） - 丹羽文雄 役
- ほんとにあった怖い話「私を呼ぶのは…?」（2007年） - 皆川良平 役
- SP 警視庁警備部警護課第四係（2007年11月 - 2008年1月） - 西島勇司 役
- 金曜プレステージ
  - 名司会者・寿鶴子 殺人スピーチ3（2007年） - 徳丸真二 役
  - 奇跡の動物園2008〜旭山動物園物語（2008年5月16日）
  - クッキングパパ（2008年） - 桜井昌樹 役
  - 事件記者〜警視庁記者クラブ〜（2008年9月12日）
  - 奇跡の動物園2010〜旭山動物園物語（2010年2月12日） - 真崎学 役
  - 堂場瞬一サスペンス 逸脱〜捜査一課・澤村慶司〜（2013年） - 菊村勇夫 役
- 33分探偵 第2話（2008年8月9日） - 小宮山秘書 役
- チャンス!〜彼女が成功した理由〜（2009年） - 高橋部長 役
- アタシんちの男子（2009年） - 志村 役
- 誰かが嘘をついている 〜有罪率99.9% 家族はあなたを信じてくれますか?〜（2009年10月6日） - 駅員 役
- 東京DOGS（2009年） - 高倉奏の父 役
- 最後の約束（2010年1月9日）
- インディゴの夜（2010年） - 墨岡大五郎 役
- わが家の歴史（2010年） - 漆原 役
- 絶対零度〜未解決事件特命捜査〜 Case8・Case9（2010年6月1日・8日） - 河野仁志 役
- ジョーカー 許されざる捜査官 第7話・第8話（2010年8月24日・31日） - 吉住武徳 役
- 医龍 -Team Medical Dragon-3 第1話（2010年10月14日） - 梶原昭二 役
- 天使の代理人（2010年10月、東海テレビ） - 守谷輝之（産婦人科医師） 役
- 2夜連続 松本清張スペシャル 球形の荒野（2010年11月26日・27日） - 吉川刑事 役
- 外交官 黒田康作 第7話（2011年2月24日） - 公安部捜査員 役
- スミレ刑事の花咲く事件簿 epsode 0（2011年3月27日、フジテレビTWO） - 伊集院修 役
- 謎解きはディナーのあとで 第2話（2011年10月25日） - 若林輝夫 役
- ラッキーセブン 第6話（2012年2月20日） - 小林タモツ 役
- TOKYOエアポート〜東京空港管制保安部〜 第9話・最終話（2012年12月9日・23日） - 三宅（ボーイング777機長） 役
- 幽かな彼女（2013年6月4日、関西テレビ） - 京塚総悟 役
- イタズラなKiss〜Love in TOKYO 第13話（2013年6月28日、フジテレビTWO） - 取締役・金森 役
- ショムニ2013 第5話（2013年8月14日） - 五十嵐幸一 役
- ほっとけない魔女たち 第26 - 30話（2014年10月6日 - 10日、東海テレビ） - 神崎幸一 役
- シンデレラデート（2014年、東海テレビ） - 佐久間昭一 役
- 新・ミナミの帝王「2万5千円の約束」（2015年1月4日、関西テレビ・フジテレビ系） - ナニワ広告社社長・新山 役
- 銭の戦争 第1話・第10話（2015年1月6日・3月10日、関西テレビ） - 黒田部長 役
- 連続企業爆破テロ 40年目の真実（2015年5月22日） - 江藤勝夫 役
- HEAT 第3話「病に苦しむ少年を救え！緊急通報119番に隠されたSOS」（2015年7月21日、関西テレビ） - 比留間秘書 役
- リスクの神様 第2話「食品に異物が混入…倒産の危機を救え！」（2015年7月15日） - 天野昭雄 役
- モンタージュ 三億円事件奇譚 後編（2016年6月26日） -  須黒隆 役
- BARレモン・ハート SEASON2 第20話（2016年8月15日、BSフジ） - 小沢部長 役
- キャリア〜掟破りの警察署長〜 第2話「DV夫を華麗に成敗!!」（2016年10月16日） - 大鳥敦彦 役
- メディカルチーム レディ・ダ・ヴィンチの診断 第6話「医療ミス!? 度重なる心不全」（2016年11月15日） - 北村英一郎 役
- 嘘の戦争 第2話「詐欺で復讐…30年前の嘘と真実」（2017年1月17日、関西テレビ） - 六反田健次 役
- CRISIS 公安機動捜査隊特捜班（2017年4月 - 6月、関西テレビ） - 青沼祐光 役
- トレース〜科捜研の男〜 第6話「今夜、新章突入! 蠢きだす衝撃の過去」（2019年2月11日） - 源公則 役
- スキャンダル専門弁護士 QUEEN 第6話「有名作家のパワハラ&財産争い!? 作品に潜む嘘と愛?」（2019年2月14日） - 村西信太郎 役
- シャーロック 第3話「地面師詐欺という闇! 死者の伝言は3本の小枝…」（2019年10月21日） - 田中刑事 役
- 10の秘密（2020年）
- アンサング・シンデレラ 病院薬剤師の処方箋 第1話（2020年7月16日[4]） - 林雅樹 役
- SUPER RICH 第3話・最終話（2021年10月28日、12月23日） - 飯田昌幸 役
- アバランチ 第6話 - 最終話（2021年11月22日 - 12月20日） - 西城尚也 役
- ゴシップ #彼女が知りたい本当の○○ 第8話（2022年2月24日） - 根津道真 役
- 罠の戦争（2023年1月16日 - 3月27日） - 猫田正和 役[5]
- うちの弁護士は手がかかる 第5話（2023年11月10日） - 斎藤秀一郎 役[6][7]
- 366日 第3話・第9話（2024年4月22日・6月3日） - 結城秀則 役[8][9]
- アンメット ある脳外科医の日記 第5話・第7話・第8話（2024年5月13日・27日・6月3日、関西テレビ・フジテレビ） - 綾野勲 役[10]
- 御曹司に恋はムズすぎる 第4話（2025年1月28日、関西テレビ） - 花倉豊 役[11]
- 1995〜地下鉄サリン事件30年 救命現場の声〜（2025年3月21日） - 高山正志 役[12]
- 明日はもっと、いい日になる（2025年7月7日 - ） - 作間拳史 役[13]

#### テレビ朝日
- 笑ゥせぇるすまん（1999年）
  - 第1話「ココロ痴漢」 - 下村 役
  - 第2話「シルバーバンク」 - アナウンサー 役
  - 第3話「化けた男」 - チンピラ 役
  - 第4話「ダミイ」 - コウジ 役
  - 第5話「5時からCLUB」 - 小林 役
  - 第6話「主婦タレント」 - 芸人 役
  - 第7話「言いたいことを思いきって…」 - ラーメン屋の客 役
  - 第8話「マンガニア」 - 司会 役
  - 第9話「スタア病患」 - ウエイター 役
  - 第10話「たのもしい顔」 - 喜楽 役
- ココだけの話 第2回「ふたりの会話」 主演（2001年）
- 氷点2001 第1話（2001年）
- 逮捕しちゃうぞ（2002年） - 小橋勇次 役
- 異議あり!女弁護士大岡法江（2004年） - 寺田蔵彦 役
- 名奉行! 大岡越前1 第1話（2005年4月18日） - 新三 役
- 刑事部屋 第1話（2005年）
- 科捜研の女
  - ゲスト
    - 新・科捜研の女2 第1話「疑惑の女刑事！誤射それとも殺人？それは18年前の夏の夜に起こった！京都〜信楽高原を結ぶ殺意の点と線」（2005年7月14日） - 荻野辰巳 役
    - SEASON 9 第5話「二度狙われた少女！W誘拐に隠された謎」（2009年8月6日） - 宇津木貴史 役

  - 山崎大悟 役
    - 正月スペシャル（2016年1月3日）
    - Season 15 最終話「絶対に捕まえる女」（2016年3月10日）
- 相棒 season4 第14話「アゲハ蝶」（2006年1月25日） - 染井繁 役
- PS -羅生門-（2006年） - 田所雅明 役
- 遠山の金さん 第8話（2007年）
- 警視庁捜査一課9係
  - 警視庁捜査一課9係 Season2 第6話「警視総監の秘密」（2007年5月30日） - 岡部雄一 役
  - 新・警視庁捜査一課9係 season3 第1話「消された女刑事」（2011年7月7日） - 佐藤孝彦 役
- 腐女子デカ（2008年1月） - セバスチャン 役
- 仮面ライダーシリーズ
  - 仮面ライダーキバ（2008年9月28日・10月5日） - 神田博士 役
  - 仮面ライダードライブ（2015年4月12日 - 7月5日） - 仁良光秀 役
- 歌のおにいさん Act-5（2009年2月20日） - 田島春彦 役
- ドラマスペシャル
  - 断絶（2009年10月3日） - 君島県会議員 役
  - やまない雨はない（2010年3月6日） - 医師 役
  - みをつくし料理帖（2012年9月22日） - 登龍楼奉公人 役
  - 検事の死命（2016年1月17日） - 半田悟 役
- 交渉人〜THE NEGOTIATOR〜 第2シリーズ - 柴田由起夫 役
  - 第1話「東京都民1300万人が人質!? 宅配便で拳銃を届ける少年」（2009年10月22日）
  - 第2話「突入5秒前 人質か仲間の命か!?」（2009年10月29日）
- ジウ 警視庁特殊犯捜査係（2011年8月 - ） - 沼田刑事 役
- テレビ朝日開局55周年記念番組・オリンピックの身代金（2013年11月30日・12月1日） - 沢野久雄 役
- TEAM -警視庁特別犯罪捜査本部- - 細川茂一 役
  - 第4話「狙われた赤いピンヒール!!」（2014年5月7日）
  - 最終話「殺人を見ていた婚約指輪」（2014年6月11日）
- 天使と悪魔-未解決事件匿名交渉課- CASE 1「きゃばくら嬢殺害×政治アナリスト失踪」（2015年4月10日） - 吉川毅 役
- 刑事7人 シーズン1 第3話「逃亡親友」（2015年7月29日） - 笹岡圭介 役
- 女たちの特捜最前線（2016年7月21日 - 8月25日） - 松林智之 役
- ドクターY〜外科医・加地秀樹〜（2016年） - 鳴海哲平
- 就活家族〜きっと、うまくいく〜 第8話「最後の決断 逆転チャンスに賭けて父は走る!」（2017年3月2日） - 若林部長 役
- 警視庁・捜査一課長 season2 第1話「帰って来た最強の刑事VS絶対に捕まらない殺人犯！首都高を完全封鎖…時速15キロで脱出した美女とムササビ」（2017年4月13日） - 土居邦夫 役
- 越路吹雪物語（2018年） - 平山文章 役
- ハゲタカ 第1話「巨大銀行を1円で買い叩く男!?」（2018年7月19日） - 大伴和彦 役
- 特捜9 season2（2019年4月10日 - 6月26日） - 三原達朗 役
- やすらぎの刻〜道（2019年） - 三井局長 役
- テレビ朝日開局60周年記念 5夜連続ドラマスペシャル・山崎豊子 白い巨塔（2019年5月22日 - 26日） - 今津敏郎 役
- サイン-法医学者 柚木貴志の事件- 第4話「法医研の闇」（2019年8月8日） - 門田康則 役
- 24 JAPAN - テッド福井 役
  - 第10話「09:00A.M. - 10:00A.M.」（2020年12月11日）
  - 第11話「10:00A.M. - 11:00A.M.」（2020年12月18日）
- IP〜サイバー捜査班 （2021年7月8日 - ）第2話 - 田沼徳夫 役
- 家政夫のミタゾノ 第5シリーズ 最終話（2022年6月10日） - 本仮屋靖男 役
- 七人の秘書スペシャル（2022年10月2日） - 青山健一 役[14]
- 波よ聞いてくれ 第4話（2023年5月12日） - 花輪富明 役
- 土曜ワイド劇場→土曜プライム・土曜ワイド劇場→日曜ワイド / ミステリースペシャル→日曜プライム
  - おかしな刑事シリーズ（2003年 - 2024年） - 工藤潔（刑事） 役[15]
  - 松本清張没後10年企画・疑惑（2003年3月22日） - 中村太 役
  - おとり捜査官・北見志穂10（2006年） - 清水刑事 役
  - 棟居刑事の純白の証明（2007年） - 福澤喬課長 役
  - 瀬戸内しまなみ殺人海流（2008年）
  - 西村京太郎トラベルミステリー
    - 西村京太郎トラベルミステリー49「日光・鬼怒川殺人ルート」（2008年4月26日） - 滝口警部 役
    - 西村京太郎トラベルミステリー57「スーパービュー踊り子連続殺人」（2012年1月28日） - 池辺康夫 役

  - 新聞記者・鶴巻吾郎
    - 新聞記者・鶴巻吾郎2（2008年8月23日） - 大森孝仁 役
    - 新聞記者・鶴巻吾郎4（2010年11月13日） - 松崎正之 役

  - 森村誠一の致死海流（2008年12月20日） - 井関敏明 役
  - 温泉若おかみの殺人推理21（2009年10月24日）
  - 京都殺人案内32（2010年2月27日） - 岸本刑事部長 役
  - 救急救命士・牧田さおり7（2010年5月1日） - 日高管理官 役
  - 逆転報道の女シリーズ（朝日放送） - 西野祐介 役
    - 逆転報道の女1（2012年2月18日）
    - 逆転報道の女2（2013年3月23日）
    - 逆転報道の女3（2014年4月19日）
    - 逆転報道の女4（2014年11月22日）
    - 逆転報道の女5（2016年5月14日）

  - 人類学者・岬久美子の殺人鑑定4（2013年9月21日） - 小泉隆一 役
  - 法医学教室の事件ファイル
    - 法医学教室の事件ファイル37（2013年11月9日） - 大原義則 役
    - 法医学教室の事件ファイル47（2020年5月24日） - 松永貴 役

  - 事件17（2016年6月4日） - 神尾刑事 役
  - ふぞろい刑事（2017年12月21日、朝日放送） - 前田正臣 役
  - しんがん〜警視庁お宝捜査（2018年2月18日） - 仲間宗次郎 役
  - 鉄道捜査官18（2018年5月13日） - 前園清志 役
- 王様戦隊キングオージャー 第16話「10才の裁判長」（2023年6月18日） - シロン 役
- 今日からヒットマン 第4・5話（2023年11月17日・24日） - カンウ 役
- 万博の太陽（2024年3月24日） - 勅使河原満 役[16]

#### テレビ東京
- 恋、した。 第3話「ギムレットの夜」（1997年）
- 食卓から愛をこめて（1998年）
- 恋する!?キャバ嬢 第6話（2006年）
- 水曜ミステリー9
  - 神楽坂署生活安全課・花街欲望の殺意（2006年） - 笹原壮夫 役
  - 多摩南署たたき上げ刑事・近松丙吉7「不幸な雨」（2007年）
  - ブランド刑事3（2008年7月30日） - 鍋島有朋警部 役
  - 作家探偵・山村美紗1 京都・東山 密室トリック殺人事件（2012年4月18日） - 関本太一郎 役
  - 北海道警事件ファイル 警部補 五条聖子3「登別室蘭殺人事件」（2015年2月4日） - 成島雄治 役
  - 信州山岳刑事 道原伝吉3（2015年4月8日） - 天野茂樹 役
- 宇宙犬作戦 episode19（2010年12月10日・17日） - ドーベル提督 役
- ヒューマンドラマスペシャル・ぱじ〜ジイジと孫娘の愛情物語〜（2013年3月27日） - 勝野 役
- ラスト・ドクター〜監察医アキタの検死報告〜 第6話「死亡推定時刻48時間の誤差! 監察医が暴く巨額遺産の裏事情!!」（2014年8月22日） - 山内浩二 役
- 最上の命医2016（2016年2月10日） - 武井剛司 役
- テレビ東京六本木3丁目移転プロジェクト ドラマスペシャル・宮部みゆきサスペンス 模倣犯（2016年9月21日・22日） - 木村庄司 役
- 駐在刑事5（2017年） - 羽川雄一 役
- テミスの剣（2017年） - 栗栖警視 役
- 警視庁ゼロ係〜生活安全課なんでも相談室〜 THIRD SEASON 最終話「完結・ウエディングドレス連続殺人」（2018年9月14日） - 田崎雄一 役
- スパイラル〜町工場の奇跡〜（2019年4月 - 6月） - 五島啓介 役
- 執事 西園寺の名推理2 最終話「さらば執事、愛の讃歌」（2019年6月14日） - 柿崎友介 役
- 月曜プレミア8
  - 横山秀夫サスペンス - 田中誠二 役
    - 横山秀夫サスペンス「沈黙のアリバイ」（2020年10月26日）
    - 横山秀夫サスペンス「モノクロームの反転」（2020年11月9日）

  - バンカケ〜警視庁自動車警ら隊（2023年3月27日） - 佐久間肇 役[17]
- 警視庁強行犯係・樋口顕 最終話「焦眉」（2021年2月19日） - 富樫彰 役
- ナイルパーチの女子会（2021年） - 岸間享 役
- 春の呪い（2021年5月22日 - 6月19日） - 立花浩司 役
- 私と夫と夫の彼氏（2023年） - 仲道幸仁 役
- ブラックポストマン 第1話（2023年8月18日） - 笠原直也 役
- 法廷のドラゴン 第6話（2025年2月21日） - 宇津木忠義 役[18]
- 記憶捜査SP3 新宿東署事件ファイル（2025年3月10日）[19] - 甲斐永次 役
- 風のふく島 第11話（2025年3月22日） - 小賀高文 役[20]
- 失踪人捜索班 消えた真実 第4話 - 最終回（2025年5月2日 - 6月6日） - 黒岩龍二 役[21]

#### WOWOW
- CO 移植コーディネーター（2011年3月 - 4月） - 中村恒一 役
- 女と男の熱帯 第1話（2013年1月20日） - 記者
- 株価暴落（2014年10月 - 11月） - 波田尚人 役
- 沈まぬ太陽（2016年） - 中谷 役
- アキラとあきら（2017年） - 野崎 役
- 眼の壁（2022年） - 刑事
- ながたんと青と-いちかの料理帖-（2023年） - 山口茂 役[22]
- フィクサー Season1（2023年） - 沼田孝作 役
- ゲームの名は誘拐（2024年） - 石澤 役[23]
- 密告はうたう2 警視庁監察ファイル（2024年） - 六角[24]

#### その他
- TAXMEN CASE-05「コピー&ペースト税（前篇・後篇）」（2010年2月22日・3月1日、TOKYO MX） - 松戸博士 役
- MUSICAL3 第5話（2010年5月10日、TOKYO MX） - 二本松剣 役
- エンドレスアフェア〜終わりなき情事〜（2014年8月23日・30日、LaLa TV） - 日高部長 役
- 戦国炒飯TV 〜なんとなく歴史が学べる映像〜 第6話（2020年9月6日、TOKYO MX） - 福島正則 役
- ナイルパーチの女子会（2021年1月30日 - 3月20日、BSテレ東）
- 私の正しいお兄ちゃん 第5話 -（2020年10月 - 、FOD）
- アカイリンゴ（2023年1月23日 - 3月27日、朝日放送テレビ 他） - 青原大地 役[25]
- 僕らのミクロな終末（2023年1月29日 - 3月20日、朝日放送テレビ / FOD） - 嘉神めぐるの父
- 愛人転生 -サレ妻は死んだ後に復讐する-（2024年9月6日 - 10月25日、MBS） - 真山新造 役[26]

### 映画
- サトラレ（2001年3月） - 自衛隊員 役
- リターナー（2002年8月） - 唐沢 役
- いらっしゃいませ、患者さま。（2005年6月） - 大谷
- ALWAYS 三丁目の夕日（2005年11月） - 中島巡査
- THE 有頂天ホテル（2006年1月） - バーラウンジのマネージャー 役
- アジアンタムブルー（2006年11月）
- しゃべれども しゃべれども（2007年5月） - 焼き鳥屋の客 役
- ALWAYS 続・三丁目の夕日（2007年11月） - 中島巡査 役
- 裁判員〜選ばれ、そして見えてきたもの（2007年）
- イキガミ（2008年9月） - プロデューサー 役
- K-20 怪人二十面相・伝（2008年12月） - 刑事 役
- BALLAD 名もなき恋のうた（2009年9月）
- 僕らのワンダフルデイズ（2009年） - 丸田医師
- なくもんか（2009年11月） - テレビ局社員 役
- SPACE BATTLESHIP ヤマト（2010年12月） - 地球防衛軍クルー 役
- RAILWAYS 愛を伝えられない大人たちへ（2011年）
- ステキな金縛り（2011年10月29日公開、東宝）- 冒頭の裁判シーンの証人（目撃者）役
- ALWAYS 三丁目の夕日'64（2012年1月） - 中島巡査 役
- ストロベリーナイト（2013年1月） - 柳井篤司
- くじけないで（2013年）
- チャイ・コイ（2013年12月）
- カノジョは嘘を愛しすぎてる（2013年12月） - 秋の父 役
- 永遠の0 （2013年12月） - 少佐 役
- 白ゆき姫殺人事件（2014年3月） - テレビ局員 役
- 人生の約束（2016年1月） - 社員 役
- 海賊とよばれた男（2016年12月）- 黒川 役
- DESTINY 鎌倉ものがたり （2017年12月） - 駅員 役
- いぬやしき（2018年4月） - 松原正夫 役
- アルキメデス大戦　 (2019年7月）艦隊参謀 役
- 教科書にないッ！5（2019年、日本出版販売） - 白樺剛造 役[27]
- 教科書にないッ！6（2019年、日本出版販売） - 白樺剛造 役[28]
- 山歌（2022年4月） - 則夫の父・高志 役
- 劇場版 美しい彼〜eternal〜（2023年4月7日、カルチュア・パブリッシャーズ） - 山形 役
- ゴジラ-1.0（2023年11月3日） - 板垣昭夫 役
- ウルトラマンブレーザー THE MOVIE 大怪獣首都激突（2024年2月23日）[29]
- お嬢と番犬くん（2025年3月14日） - 田貫淳之介 役[30]
- でっちあげ〜殺人教師と呼ばれた男（2025年6月27日） - 橋本 役[31]

### 舞台
- スミレ刑事の花咲く事件簿（2011年5月、新国立劇場中劇場） - 伊集院修 役
- 仮面ライダードライブスペシャルイベント「特殊状況下事件捜査ファイルcase.1 なぜゴールデンウィークの新高輪は熱いのか」（2015年5月4日） - 仁良光秀 役

### オリジナルビデオ
- スミレ刑事の花咲く事件簿（2011年5月2日発売） - 伊集院修 役

### ネット配信
- セクシーショット大百科（2015年 - 2016年、NOTTV） - MC[32][33]
- 全裸監督（2019年、Netflix）
- エンジェルフライト 国際霊柩送還士（2023年3月17日、Amazon Prime Video） - エピソード6 宇佐美　役
- 潜入捜査官 松下洸平（2023年9月5日 - 19日、TVer） - 国枝 役[34]